# Мерквиллер-Пешельбронн
Мерквиллер-Пешельбронн (фр. Merkwiller-Pechelbronn) — коммуна на северо-востоке Франции в регионе Гранд-Эст (бывший Эльзас — Шампань — Арденны — Лотарингия), департамент Нижний Рейн, округ Агно-Висамбур, кантон Рейшсоффен. До марта 2015 года коммуна административно входила в состав упразднённого кантона Сульц-су-Форе (округ Висамбур).
Площадь коммуны — 3,76 км², население — 867 человек (2006) с тенденцией к росту: 953 человека (2013), плотность населения — 253,5 чел/км².

## Население
Население коммуны в 2011 году составляло 975 человек, в 2012 году — 970 человек, а в 2013-м — 953 человека.
| 1962 | 1968 | 1975 | 1982 | 1990 | 1999 | 2006 | 2008 | 2011 | 2012 | 2013 |
| ---- | ---- | ---- | ---- | ---- | ---- | ---- | ---- | ---- | ---- | ---- |
| 774  | 778  | 772  | 776  | 825  | 828  | 867  | 905  | 975  | 970  | 953  |

Динамика населения:

## Экономика
В 2010 году из 618 человек трудоспособного возраста (от 15 до 64 лет) 461 были экономически активными, 157 — неактивными (показатель активности 74,6 %, в 1999 году — 70,9 %). Из 461 активных трудоспособных жителей работали 416 человек (225 мужчин и 191 женщина), 45 числились безработными (23 мужчины и 22 женщины). Среди 157 трудоспособных неактивных граждан 41 были учениками либо студентами, 58 — пенсионерами, а ещё 58 — были неактивны в силу других причин.

## Достопримечательности (фотогалерея)

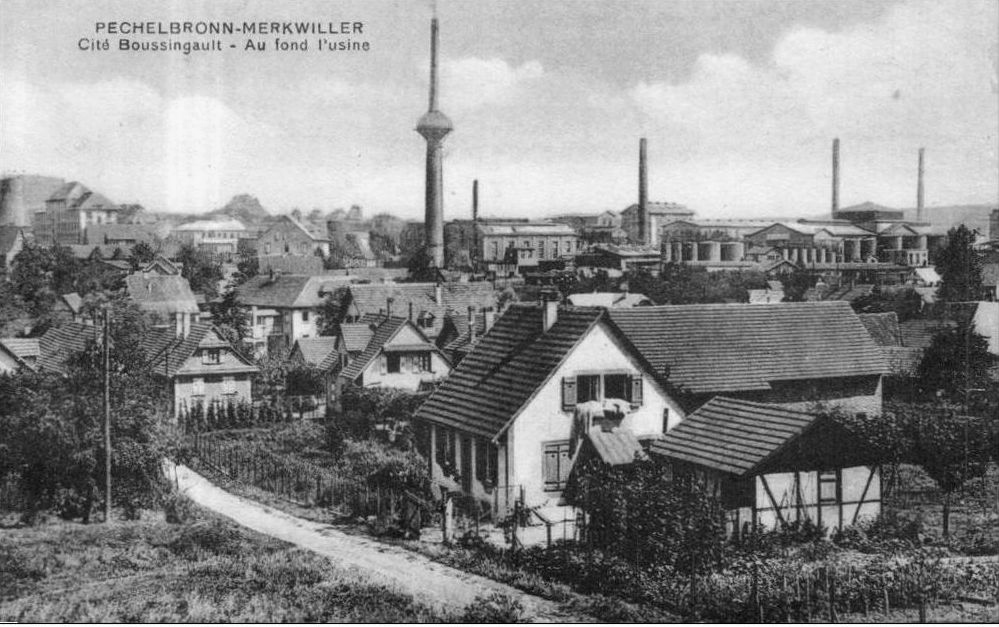
Добыча нефти в Пешельбронне
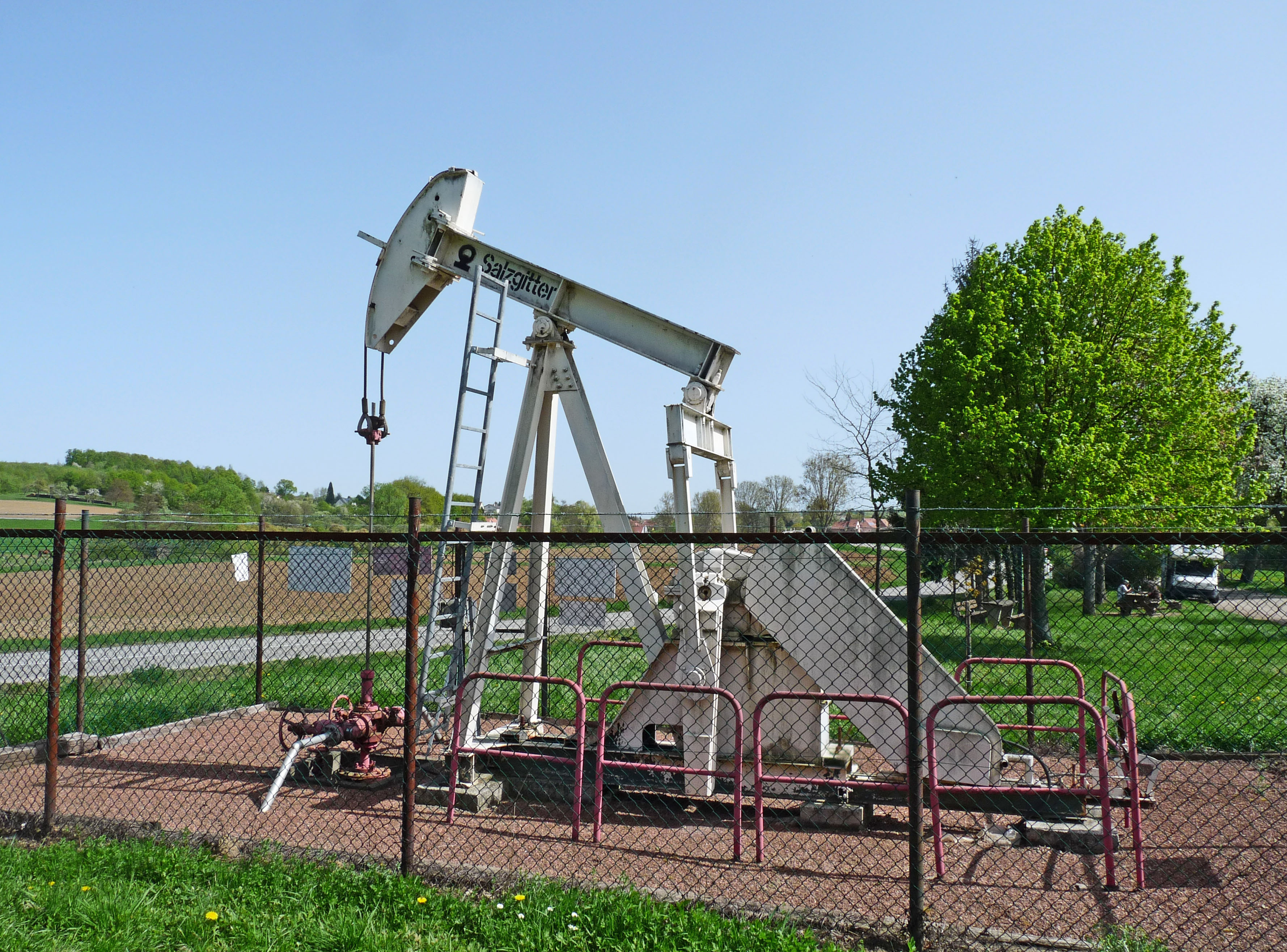
Нефтяная качалка
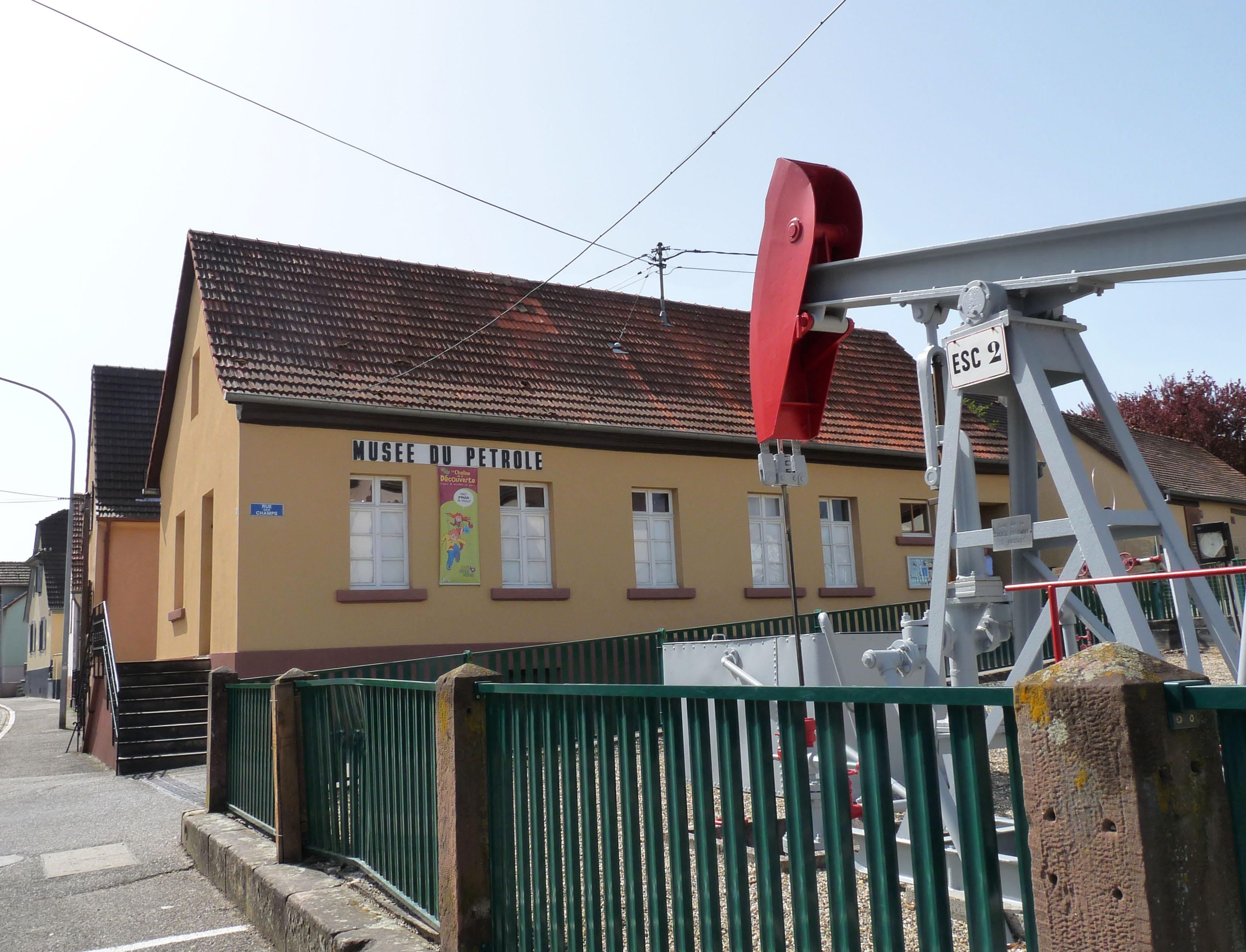
Здание музея
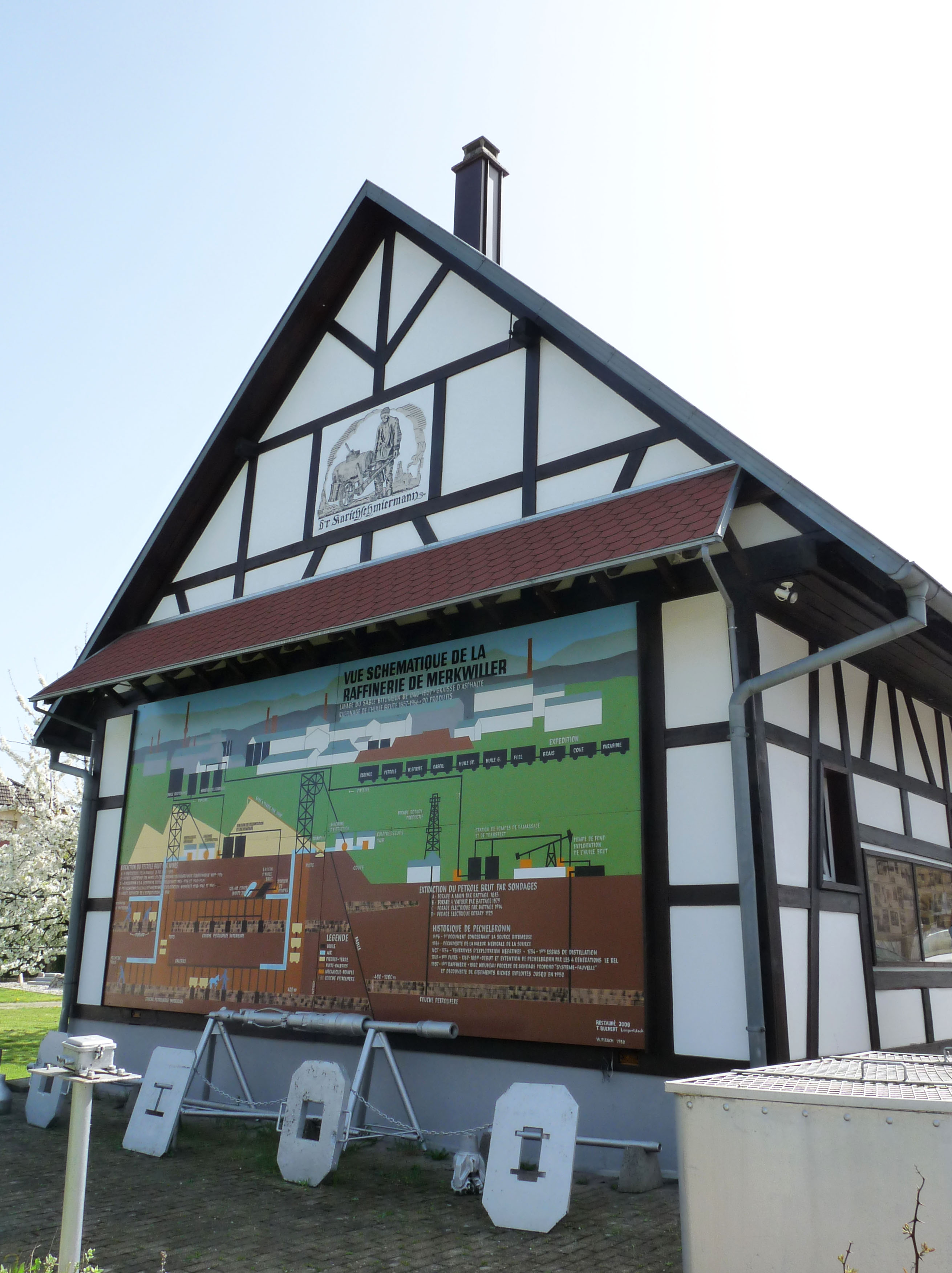
Фреска
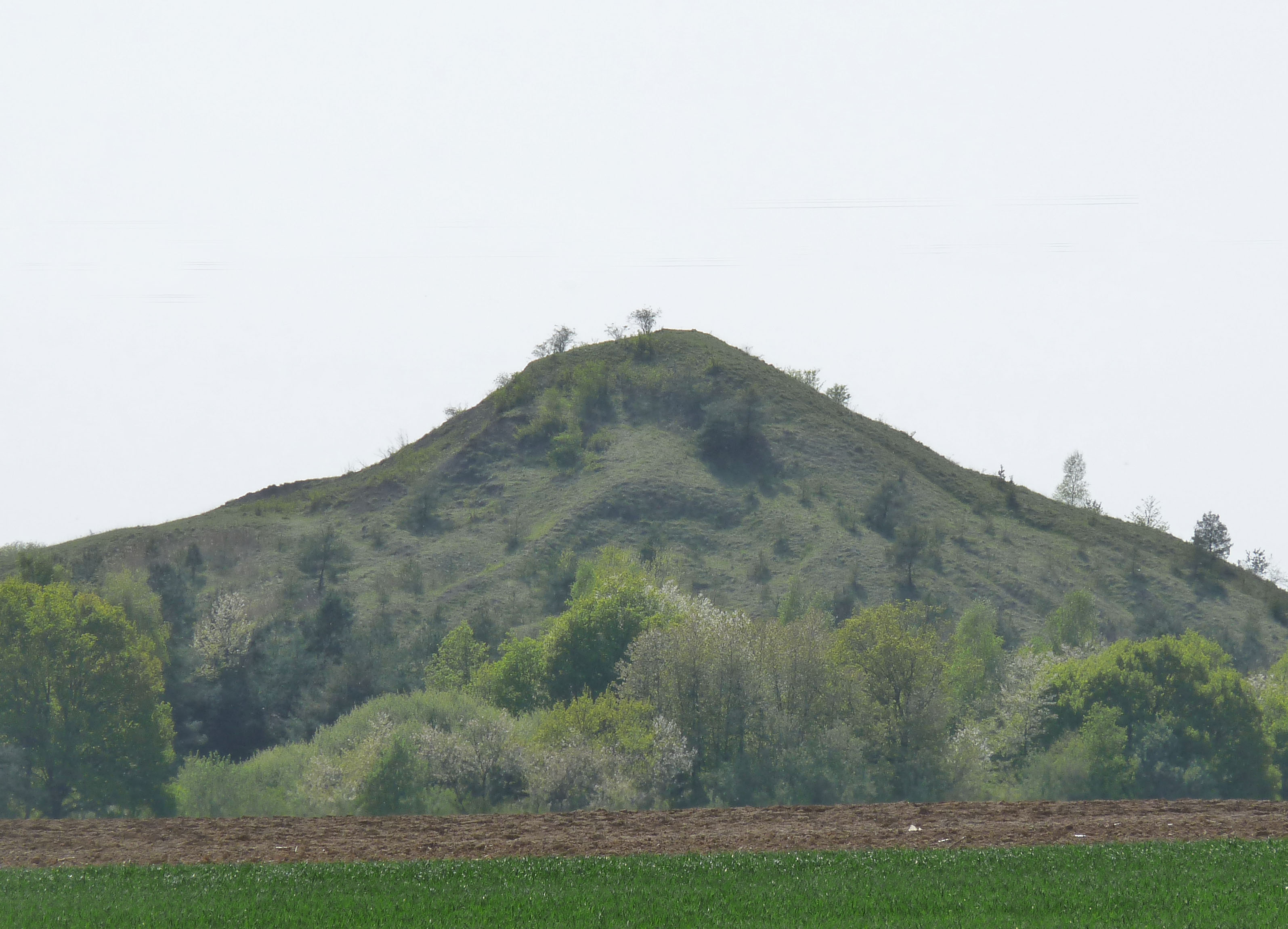
Террикон